# 매리너 4호

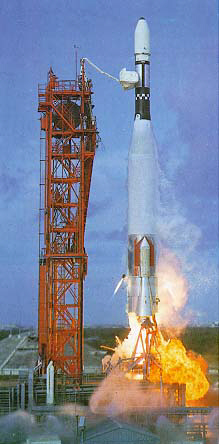
아틀라스 로켓에 의해 발사되는 매리너 4호

매리너 4호는 1964년에 발사된 미국의 화성 탐사선이다. 매리너 탐사선 시리즈의 4번째 탐사선이다. 매리너 3호가 화성 탐사에 실패함에 따라 미국 최초로 화성 탐사에 성공한 탐사선이 되었다.
1964년 11월 28일 14:22:01 UTC에 케이프커내버럴 공군 기지의 런치 컴플렉스 SLC-12 발사대에서 아틀라스 로켓에 실려 발사되었다. 7개월 반 동안 비행해, 1965년 7월 14일과 7월 15일에 화성에 접근했다. 1965년 7월 14일 15:41:49 UTC에 화성 탐사 모드를 작동했다.

## 개요
- 발사일 : 1964년 11월 28일 14:22:01 UTC
- 임무 기간 : 1964년 11월 28일 - 1967년 12월 21일
- 무게 : 260.68 kg
- 출력 : 170 W

## 같이 보기
- 매리너 계획